# Rauvolfia decurva
Rauvolfia decurva är en oleanderväxtart som beskrevs av Joseph Dalton Hooker. Rauvolfia decurva ingår i släktet Rauvolfia och familjen oleanderväxter. Inga underarter finns listade i Catalogue of Life.